# Asaphomyces tubanticus
Asaphomyces tubanticus är en svampart som först beskrevs av Middelh. & Boelens, och fick sitt nu gällande namn av Scheloske 1969. Asaphomyces tubanticus ingår i släktet Asaphomyces och familjen Laboulbeniaceae.   Inga underarter finns listade i Catalogue of Life.